# Cyrillus (Unternehmen)
Cyrillus ist eine französische Marke für Textil- und Dekorationsartikel und gehört zu der Cyrillus-Vertbaudet-Group.
Die Kollektionen von Cyrillus werden exklusiv von Designern der Marke entworfen und bieten Produkte für die ganze Familie (Damen, Herren, Mädchen, Jungen, Babys) sowie Bettwäsche, Beleuchtungen und weitere Dekorationsartikel. Cyrillus vertreibt seine Produkte in mehreren europäischen Ländern, darunter auch in Deutschland.
Zudem arbeitet Cyrillus regelmäßig mit bekannten Designern (zum Beispiel mit Eric Bergère im Jahr 2008) zusammen.

## Geschichte
Die Marke Cyrillus wurde kreiert von Danielle Tellinge, die im Jahr 1977 ihre ersten Modelle vorstellte. Sie nannte ihre Kollektion Cyrillus – nach ihrem Sohn Cyrille. Gegründet als Familienunternehmen, wird Cyrillus Anfang der 1980er-Jahre Tochterunternehmen der französischen Versandhandel-Unternehmensgruppe Redcats Group, die mehrheitlich zum Kering-Konzern (ehemals PPR) gehört, zu dem auch u. a. die Marken Puma, Stella McCartney und Yves Saint Laurent gehören. Im März 2013 verkauft Kering die Redcats Familiensparte, bestehend aus Marken Vertbaudet und Cyrillus, an den Alpha Private Equity Fonds 6 („APEF6“).